# 久場崎学校地区

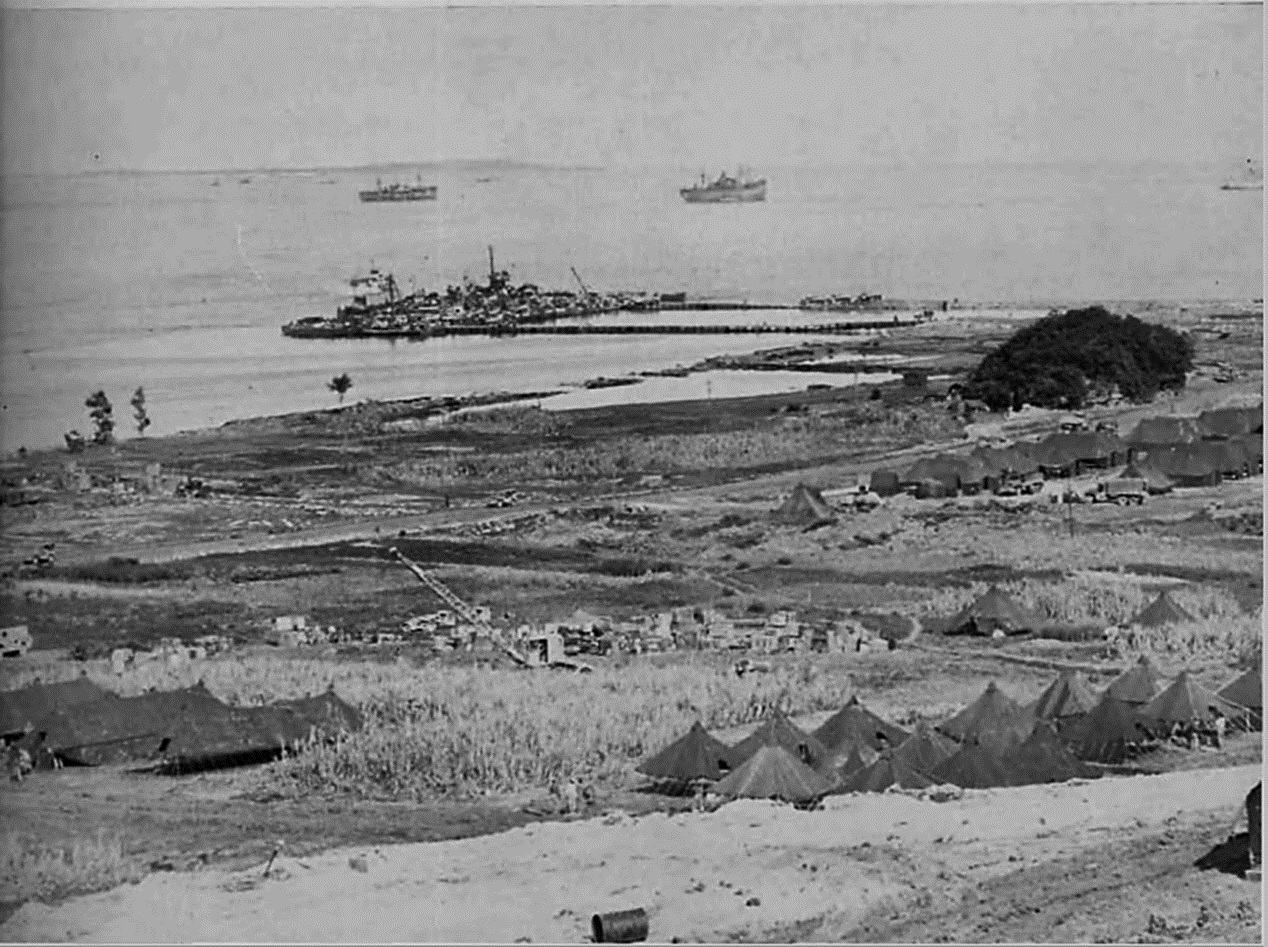
1945年5月から開始された久場崎桟橋の建設。

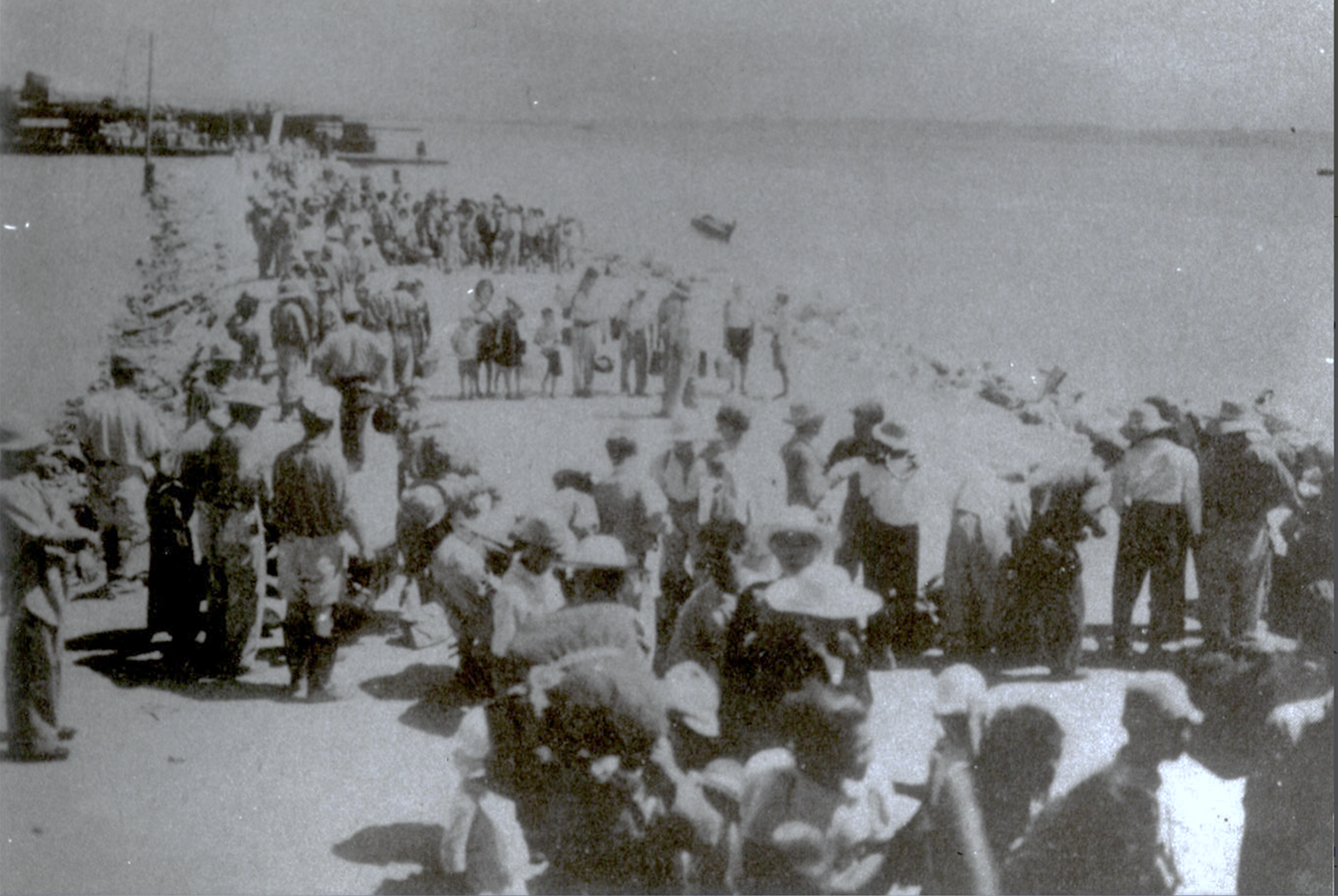
1946年、引き揚げの人々でごった返す久場崎桟橋。

久場崎学校地区（くばさきがっこうちく）あるいは久場崎キャンプ (Camp Kubasaki) は、沖縄県中城村字久場にあった米軍基地（施設番号 FAC6050）。
1945年に接収され、キャンプ久場崎となり、1946年、沖縄引き揚げの拠点として久場崎桟橋と久場崎収容所が使用され、その後、基地使用と米軍関係の学校施設用地を交互して、1981年3月31日に返還された。

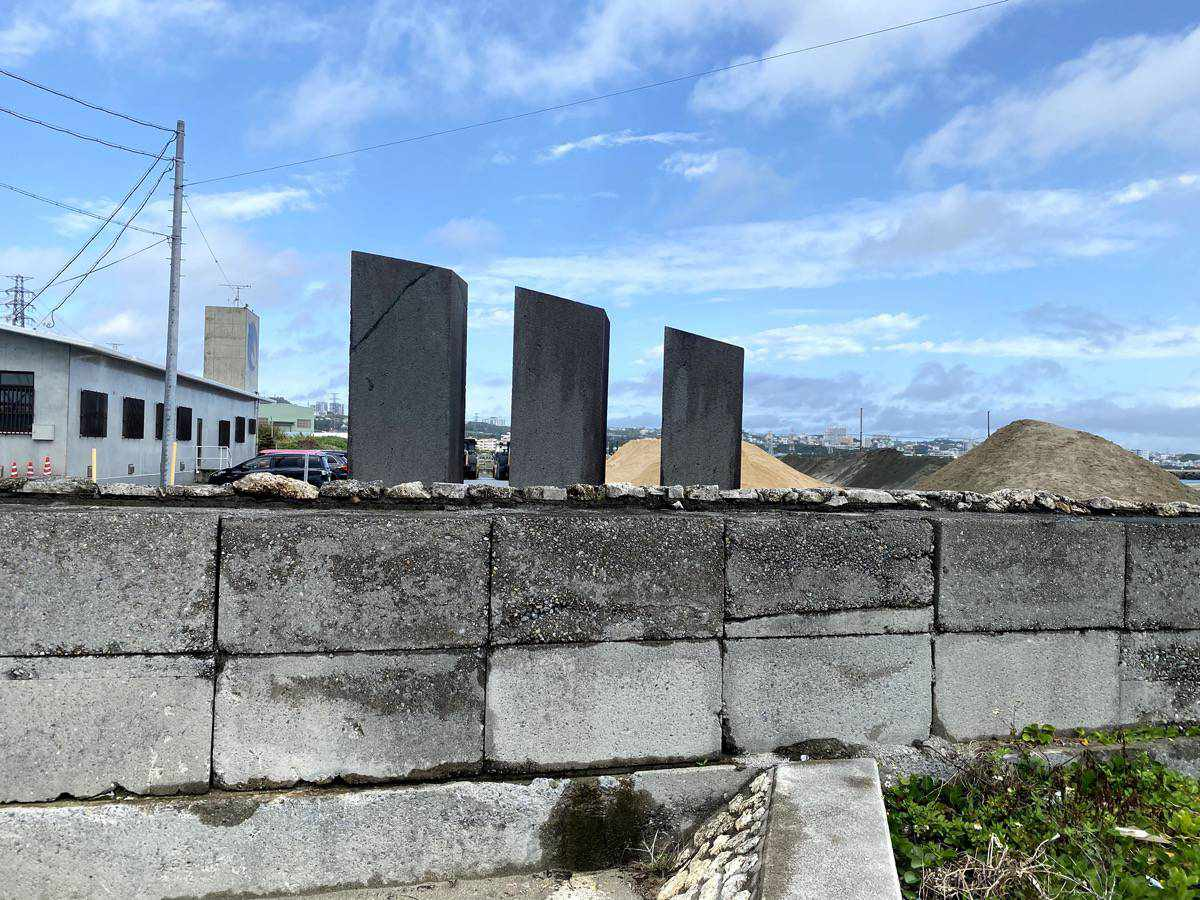
中城村「戦後引揚者上陸碑」の3本の柱は帰郷した人々の「不安」「喜び」「希望」 を表しているといわれる。碑は土砂などを扱う私企業の敷地内にあり、見学には許可が必要。

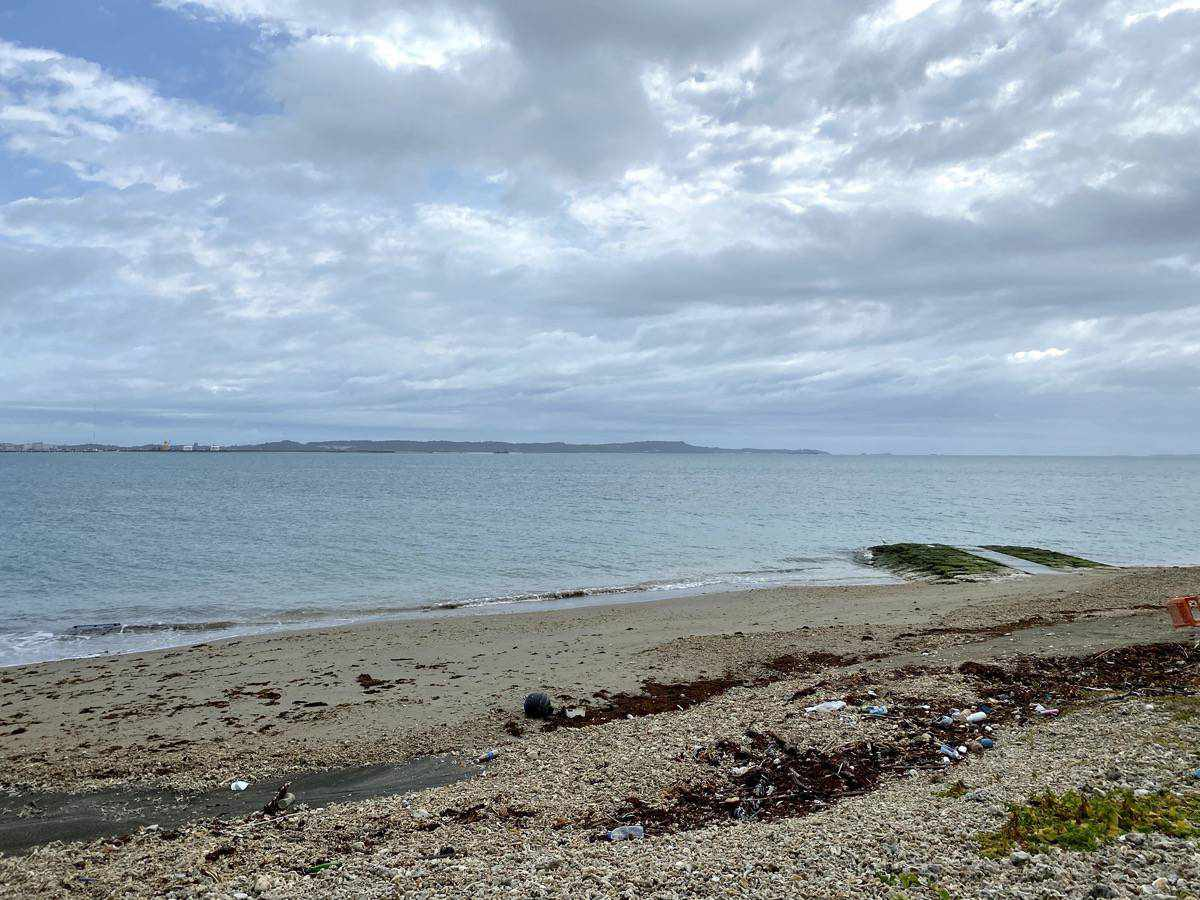
引揚者や復員軍人の帰還場所となった久場埼海岸

## 概要
施設番号: FAC6050
場所: 中城村字久場 
面積: 約121,700㎡ (1972年時点)

## 歴史

### 久場崎キャンプ
久場の一帯は中城村の優良農地が広がっていた平野だったが、1945年の沖縄戦で米軍の捕虜となった村民は県内各地の収容所に送られ、米軍は久場に物資を揚陸する浮桟橋と兵舎を建設した。1945年の米軍地図によると、北谷から中城までびっしりと米軍の施設がならび、久場崎には第81海軍建設大隊（シービー）や赤十字、第51憲兵大隊などが駐屯した。シービーはここに物資供給のための桟橋を建設し、建設資材やその他の補給物資の配送や保管を担うと同時に、次々と基地の建設をおこなった。
1945年5月8日、第21海軍建設大隊は早くも軍道13号線の建設をはじめ、また最初の182メートルの久場崎桟橋を建設した。第21海軍建設大隊は、このように記している。

### 久場崎桟橋と久場崎収容所
米軍は、終戦後も国外や本土から占領地沖縄への帰還を禁じていたが、1946年8月から引き揚げが許可されるようになる。米軍は久場崎桟橋で引き揚げ者を収容し、兵舎をたてて検疫などを行った。収容者は久場崎収容所かインヌミ収容所に収容され、一時的な収容で帰還できるものもいれば、軍に土地が接収され、あるいは身内が見つからず長期にわたって収容されるものもいた。村の記録では、沖縄の人口の5人に1人にあたるおよそ10万人が、この桟橋を経て帰郷したとされている。
1946年12月末には久場崎収容所は閉鎖され、インヌミ収容所のみとなった。

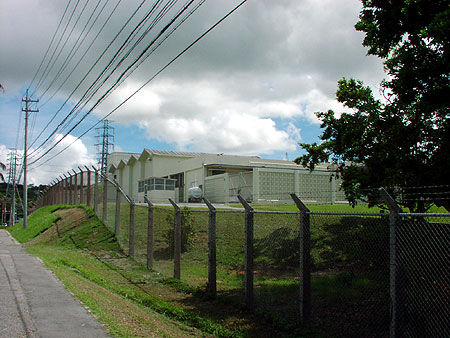
現在のクバサキ・ハイスクールはキャンプ瑞慶覧に移転した。

| 沖縄の収容所 - 引揚者収容所                  |                  |
| -------------------------------------------- | ---------------- |
| 久場崎収容所（久場崎学校地区）               | 中城村久場崎海岸 |
| インヌミ収容所（キャステロ海外引揚民収容所） | 沖縄市高原       |

### 久場崎学校地区
1952-55年 沖縄アメリカン高校・中学の敷地となる。
1956年、学校は那覇ホイール地区に移転。
1957-64年、第3海軍機動建設大隊 (NMCB3) が駐屯（普天間とホワイトビーチの建設維持にあたる）。
1963-65年、沖縄で再活性化された強力な独立旅団、第173空挺旅団の本拠地となる。ベトナムに展開。
1964-82年、クバサキ・ジュニア・ハイなど三つの学校の敷地となる。
1968-71年、四回にわたり細切れに用地が返還される。

## 返還
1981年3月31日 全面返還される。
1987-90年 土地区画整理事業が実施され、住宅地、商業地等として利用されている。